# Phaonia advena
Phaonia advena är en tvåvingeart som beskrevs av John Otterbein Snyder 1957. Phaonia advena ingår i släktet Phaonia och familjen husflugor. Inga underarter finns listade i Catalogue of Life.